# William Greenwell
Canonico William Greenwell, FRS FSA FSA.Scot, (23 marzo 1820 – 27 gennaio 1918), è stato un archeologo e numismatico britannico.

## Biografia
William Greenwell è nato in una proprietà nota come Greenwell Ford vicino Lanchester, nella countea di Durham in Inghilterra. Era il figlio maggiore di William Thomas Greenwell (1777–1856) e di Dorothy Smales.
Aveva tre fratelli più giovani Francis, Alan e Henry Nicholas Greenwell, e una sorella Dorothy (1821–1882) che pubblicò poesie sotto il nome di Dora Greenwell.
Dopo una formazione iniziale con il Rev. George Newby, frequentò la Durham School. Uno dei suoi compagni di studi era Henry Baker Tristram. Si iscrisse all'University College, Durham (Università di Durham) nell'ottobre del 1836 e ottenne il suo BA nel giugno del 1839. Iniziò il tirocinio per diventare barrister al Middle Temple, ma non gli piacque Londra così tornò a Durham nel 1841 per studiare teologia. Ottenne il Master of Arts nel 1843; fu ordinato diacono dal vescovo Edward Maltby il 30 giugno 1844 e sacerdote il 28 giugno 1846. Fu bursar all'University College di Durham dal 1844 al 1847.
Le proprietà della famiglia comprendevano il sito dell'antico forte romano di Longovicium. Da ragazzi lui e il fratello Frank avrebbero voluto scavare la terra che copriva l'accampamento, il che lo indusse a interessarsi di archeologia. È stato uno dei fondatori del Tyneside Naturalists' Field Club nel 1846 e in seguito nello stesso anno viaggiò in Germania e Italia. Nel 1852 divenne responsabile della Neville Hall a Newcastle upon Tyne. Nell'agosto del 1852 presentò una pubblicazione all'Archaeological Institute di Newcastle. Nel marzo 1864 scavò quattordici tumuli al sito di Danes Graves (un sito all'interno della cultura di Arras, della età del ferro in Gran Bretagna) e fu in seguito criticato dell'ex-parlamentare e sheriff William Harrison-Broadley per la sua scarsa tecnica di scavo. Greenwell in seguito intraprese un scavo su larga scala di 53 tumuli a Danes Graves accanto a John Robert Mortimer nel periodo 1897-98.
Greenwell fu nominato canonico alla Cattedrale di Durham dal 1854 alla sua porte, così che era spesso conosciuto come Canonico Greenwell.
Fu anche designato bibliotecario di Durham dal 1862. Nel 1868 fu eletto alla Society of Antiquaries of London.
Greenwell è conosciuto per il suo lavoro sulle Grimes Graves accanto ai suoi trattati sulla monetazione in elettro di Cizico.
Nel 1898 la Numismatic Society gli conferì la propria medaglia.
È noto come creatore della "Greenwell's Glory", usata nella pesca con la mosca.
Le sue capacità di pescatore e cacciatore si svilupparono nella prima fanciullezza sul River Browney.
Uno dei suoi allievi fu Augustus Pitt Rivers.

## Pubblicazioni
- William Greenwell, Boldon Buke: a Survey of the Possessions of the See of Durham Made by order of Bishop Hugh Pudsey, in the Year MCLXXXIII, Adamant Media Corporation, 2006  [1852], ISBN 978-0-543-97277-4. With a translation, an appendix of original documents, and a glossary.
- William Greenwell, British barrows, a record of the examination of sepulchral mounds in various parts of England, the Clarendon press, 1877. Together with description of figures of skulls, general remarks on prehistoric crania, and an appendix by George Rolleston.
- William Greenwell, Rare Greek coins, in Numismatic Chronicle, Volume XIII Third Series, Pages 81–92, 1893.
- William Greenwell, Durham Cathedral: an address delivered September 24, 1879, Fifth, Andrews, 1897.
- Francis Haverfield e William Greenwell, A catalogue of the sculptured and inscribed stones in the Cathedral Library, Durham, Thomas Caldcleugh for Durham Cathedral Library, 1899.

## Albero genealogico
|                                      |                                      |                                      |                                      |                                        |                                        |                                        |                                        | William Thomas Greenwell (1777–1856)   | William Thomas Greenwell (1777–1856)   | William Thomas Greenwell (1777–1856) | William Thomas Greenwell (1777–1856) | William Thomas Greenwell (1777–1856) | William Thomas Greenwell (1777–1856) |  |  | Dorothy Smales (1789–1871)                               | Dorothy Smales (1789–1871)                               | Dorothy Smales (1789–1871)                               | Dorothy Smales (1789–1871)                               | Dorothy Smales (1789–1871)                               | Dorothy Smales (1789–1871)                               |  |  |                                                 |                                                 |                                                 |                                                 |                                                 |                                                 |  |  |                                     |                                     |                                     |                                     |                                     |                                     |
|                                      |                                      |                                      |                                      |                                        |                                        |                                        |                                        | William Thomas Greenwell (1777–1856)   | William Thomas Greenwell (1777–1856)   | William Thomas Greenwell (1777–1856) | William Thomas Greenwell (1777–1856) | William Thomas Greenwell (1777–1856) | William Thomas Greenwell (1777–1856) |  |  | Dorothy Smales (1789–1871)                               | Dorothy Smales (1789–1871)                               | Dorothy Smales (1789–1871)                               | Dorothy Smales (1789–1871)                               | Dorothy Smales (1789–1871)                               | Dorothy Smales (1789–1871)                               |  |  |                                                 |                                                 |                                                 |                                                 |                                                 |                                                 |  |  |                                     |                                     |                                     |                                     |                                     |                                     |
|                                      |                                      |                                      |                                      |                                        |                                        |                                        |                                        |                                        |                                        |                                      |                                      |                                      |                                      |  |  |                                                          |                                                          |                                                          |                                                          |                                                          |                                                          |  |  |                                                 |                                                 |                                                 |                                                 |                                                 |                                                 |  |  |                                     |                                     |                                     |                                     |                                     |                                     |
|                                      |                                      |                                      |                                      |                                        |                                        |                                        |                                        |                                        |                                        |                                      |                                      |                                      |                                      |  |  |                                                          |                                                          |                                                          |                                                          |                                                          |                                                          |  |  |                                                 |                                                 |                                                 |                                                 |                                                 |                                                 |  |  |                                     |                                     |                                     |                                     |                                     |                                     |
| William Greenwell (1820–1918)        | William Greenwell (1820–1918)        | William Greenwell (1820–1918)        | William Greenwell (1820–1918)        | William Greenwell (1820–1918)          | William Greenwell (1820–1918)          |                                        |                                        | Dora Greenwell (1821–1882)             | Dora Greenwell (1821–1882)             | Dora Greenwell (1821–1882)           | Dora Greenwell (1821–1882)           | Dora Greenwell (1821–1882)           | Dora Greenwell (1821–1882)           |  |  | Francis Greenwell (1823–1894) Alan Greenwell (1824–1914) | Francis Greenwell (1823–1894) Alan Greenwell (1824–1914) | Francis Greenwell (1823–1894) Alan Greenwell (1824–1914) | Francis Greenwell (1823–1894) Alan Greenwell (1824–1914) | Francis Greenwell (1823–1894) Alan Greenwell (1824–1914) | Francis Greenwell (1823–1894) Alan Greenwell (1824–1914) |  |  | Henry Nicholas Greenwell (1826–1891)            | Henry Nicholas Greenwell (1826–1891)            | Henry Nicholas Greenwell (1826–1891)            | Henry Nicholas Greenwell (1826–1891)            | Henry Nicholas Greenwell (1826–1891)            | Henry Nicholas Greenwell (1826–1891)            |  |  | Elizabeth Caroline Hall (1841–1934) | Elizabeth Caroline Hall (1841–1934) | Elizabeth Caroline Hall (1841–1934) | Elizabeth Caroline Hall (1841–1934) | Elizabeth Caroline Hall (1841–1934) | Elizabeth Caroline Hall (1841–1934) |
| William Greenwell (1820–1918)        | William Greenwell (1820–1918)        | William Greenwell (1820–1918)        | William Greenwell (1820–1918)        | William Greenwell (1820–1918)          | William Greenwell (1820–1918)          |                                        |                                        | Dora Greenwell (1821–1882)             | Dora Greenwell (1821–1882)             | Dora Greenwell (1821–1882)           | Dora Greenwell (1821–1882)           | Dora Greenwell (1821–1882)           | Dora Greenwell (1821–1882)           |  |  | Francis Greenwell (1823–1894) Alan Greenwell (1824–1914) | Francis Greenwell (1823–1894) Alan Greenwell (1824–1914) | Francis Greenwell (1823–1894) Alan Greenwell (1824–1914) | Francis Greenwell (1823–1894) Alan Greenwell (1824–1914) | Francis Greenwell (1823–1894) Alan Greenwell (1824–1914) | Francis Greenwell (1823–1894) Alan Greenwell (1824–1914) |  |  | Henry Nicholas Greenwell (1826–1891)            | Henry Nicholas Greenwell (1826–1891)            | Henry Nicholas Greenwell (1826–1891)            | Henry Nicholas Greenwell (1826–1891)            | Henry Nicholas Greenwell (1826–1891)            | Henry Nicholas Greenwell (1826–1891)            |  |  | Elizabeth Caroline Hall (1841–1934) | Elizabeth Caroline Hall (1841–1934) | Elizabeth Caroline Hall (1841–1934) | Elizabeth Caroline Hall (1841–1934) | Elizabeth Caroline Hall (1841–1934) | Elizabeth Caroline Hall (1841–1934) |
|                                      |                                      |                                      |                                      |                                        |                                        |                                        |                                        |                                        |                                        |                                      |                                      |                                      |                                      |  |  |                                                          |                                                          |                                                          |                                                          |                                                          |                                                          |  |  |                                                 |                                                 |                                                 |                                                 |                                                 |                                                 |  |  |                                     |                                     |                                     |                                     |                                     |                                     |
|                                      |                                      |                                      |                                      |                                        |                                        |                                        |                                        |                                        |                                        |                                      |                                      |                                      |                                      |  |  |                                                          |                                                          |                                                          |                                                          |                                                          |                                                          |  |  |                                                 |                                                 |                                                 |                                                 |                                                 |                                                 |  |  |                                     |                                     |                                     |                                     |                                     |                                     |
| William Henry Greenwell (1869–1927)  | William Henry Greenwell (1869–1927)  | William Henry Greenwell (1869–1927)  | William Henry Greenwell (1869–1927)  | William Henry Greenwell (1869–1927)    | William Henry Greenwell (1869–1927)    |                                        |                                        | Maud Annandale Johnstone (1883–1976)   | Maud Annandale Johnstone (1883–1976)   | Maud Annandale Johnstone (1883–1976) | Maud Annandale Johnstone (1883–1976) | Maud Annandale Johnstone (1883–1976) | Maud Annandale Johnstone (1883–1976) |  |  | Arthur Leonard Greenwell (1871–1951)                     | Arthur Leonard Greenwell (1871–1951)                     | Arthur Leonard Greenwell (1871–1951)                     | Arthur Leonard Greenwell (1871–1951)                     | Arthur Leonard Greenwell (1871–1951)                     | Arthur Leonard Greenwell (1871–1951)                     |  |  | Francis Radcliffe (Frank) Greenwell (1876–1966) | Francis Radcliffe (Frank) Greenwell (1876–1966) | Francis Radcliffe (Frank) Greenwell (1876–1966) | Francis Radcliffe (Frank) Greenwell (1876–1966) | Francis Radcliffe (Frank) Greenwell (1876–1966) | Francis Radcliffe (Frank) Greenwell (1876–1966) |  |  | Altri sette                         | Altri sette                         | Altri sette                         | Altri sette                         | Altri sette                         | Altri sette                         |
| William Henry Greenwell (1869–1927)  | William Henry Greenwell (1869–1927)  | William Henry Greenwell (1869–1927)  | William Henry Greenwell (1869–1927)  | William Henry Greenwell (1869–1927)    | William Henry Greenwell (1869–1927)    |                                        |                                        | Maud Annandale Johnstone (1883–1976)   | Maud Annandale Johnstone (1883–1976)   | Maud Annandale Johnstone (1883–1976) | Maud Annandale Johnstone (1883–1976) | Maud Annandale Johnstone (1883–1976) | Maud Annandale Johnstone (1883–1976) |  |  | Arthur Leonard Greenwell (1871–1951)                     | Arthur Leonard Greenwell (1871–1951)                     | Arthur Leonard Greenwell (1871–1951)                     | Arthur Leonard Greenwell (1871–1951)                     | Arthur Leonard Greenwell (1871–1951)                     | Arthur Leonard Greenwell (1871–1951)                     |  |  | Francis Radcliffe (Frank) Greenwell (1876–1966) | Francis Radcliffe (Frank) Greenwell (1876–1966) | Francis Radcliffe (Frank) Greenwell (1876–1966) | Francis Radcliffe (Frank) Greenwell (1876–1966) | Francis Radcliffe (Frank) Greenwell (1876–1966) | Francis Radcliffe (Frank) Greenwell (1876–1966) |  |  | Altri sette                         | Altri sette                         | Altri sette                         | Altri sette                         | Altri sette                         | Altri sette                         |
|                                      |                                      |                                      |                                      |                                        |                                        |                                        |                                        |                                        |                                        |                                      |                                      |                                      |                                      |  |  |                                                          |                                                          |                                                          |                                                          |                                                          |                                                          |  |  |                                                 |                                                 |                                                 |                                                 |                                                 |                                                 |  |  |                                     |                                     |                                     |                                     |                                     |                                     |
|                                      |                                      |                                      |                                      |                                        |                                        |                                        |                                        |                                        |                                        |                                      |                                      |                                      |                                      |  |  |                                                          |                                                          |                                                          |                                                          |                                                          |                                                          |  |  |                                                 |                                                 |                                                 |                                                 |                                                 |                                                 |  |  |                                     |                                     |                                     |                                     |                                     |                                     |
| Norman Leonard Greenwell (1926-1992) | Norman Leonard Greenwell (1926-1992) | Norman Leonard Greenwell (1926-1992) | Norman Leonard Greenwell (1926-1992) | Norman Leonard Greenwell (1926-1992)   | Norman Leonard Greenwell (1926-1992)   |                                        |                                        | Jean Greenwell (1929–2009)             | Jean Greenwell (1929–2009)             | Jean Greenwell (1929–2009)           | Jean Greenwell (1929–2009)           | Jean Greenwell (1929–2009)           | Jean Greenwell (1929–2009)           |  |  | Amy B. H. Greenwell (1920-1974)                          | Amy B. H. Greenwell (1920-1974)                          | Amy B. H. Greenwell (1920-1974)                          | Amy B. H. Greenwell (1920-1974)                          | Amy B. H. Greenwell (1920-1974)                          | Amy B. H. Greenwell (1920-1974)                          |  |  | Robert Francis Greenwell (1911–1992)            | Robert Francis Greenwell (1911–1992)            | Robert Francis Greenwell (1911–1992)            | Robert Francis Greenwell (1911–1992)            | Robert Francis Greenwell (1911–1992)            | Robert Francis Greenwell (1911–1992)            |  |  | "Rally" Greenwell (1913–2006)       | "Rally" Greenwell (1913–2006)       | "Rally" Greenwell (1913–2006)       | "Rally" Greenwell (1913–2006)       | "Rally" Greenwell (1913–2006)       | "Rally" Greenwell (1913–2006)       |
| Norman Leonard Greenwell (1926-1992) | Norman Leonard Greenwell (1926-1992) | Norman Leonard Greenwell (1926-1992) | Norman Leonard Greenwell (1926-1992) | Norman Leonard Greenwell (1926-1992)   | Norman Leonard Greenwell (1926-1992)   |                                        |                                        | Jean Greenwell (1929–2009)             | Jean Greenwell (1929–2009)             | Jean Greenwell (1929–2009)           | Jean Greenwell (1929–2009)           | Jean Greenwell (1929–2009)           | Jean Greenwell (1929–2009)           |  |  | Amy B. H. Greenwell (1920-1974)                          | Amy B. H. Greenwell (1920-1974)                          | Amy B. H. Greenwell (1920-1974)                          | Amy B. H. Greenwell (1920-1974)                          | Amy B. H. Greenwell (1920-1974)                          | Amy B. H. Greenwell (1920-1974)                          |  |  | Robert Francis Greenwell (1911–1992)            | Robert Francis Greenwell (1911–1992)            | Robert Francis Greenwell (1911–1992)            | Robert Francis Greenwell (1911–1992)            | Robert Francis Greenwell (1911–1992)            | Robert Francis Greenwell (1911–1992)            |  |  | "Rally" Greenwell (1913–2006)       | "Rally" Greenwell (1913–2006)       | "Rally" Greenwell (1913–2006)       | "Rally" Greenwell (1913–2006)       | "Rally" Greenwell (1913–2006)       | "Rally" Greenwell (1913–2006)       |
|                                      |                                      |                                      |                                      |                                        |                                        |                                        |                                        |                                        |                                        |                                      |                                      |                                      |                                      |  |  |                                                          |                                                          |                                                          |                                                          |                                                          |                                                          |  |  |                                                 |                                                 |                                                 |                                                 |                                                 |                                                 |  |  |                                     |                                     |                                     |                                     |                                     |                                     |
|                                      |                                      |                                      |                                      | Thomas Frederick Greenwell (nato 1958) | Thomas Frederick Greenwell (nato 1958) | Thomas Frederick Greenwell (nato 1958) | Thomas Frederick Greenwell (nato 1958) | Thomas Frederick Greenwell (nato 1958) | Thomas Frederick Greenwell (nato 1958) |                                      |                                      |                                      |                                      |  |  |                                                          |                                                          |                                                          |                                                          |                                                          |                                                          |  |  | Robert Kelly Greenwell (nato 1941)              | Robert Kelly Greenwell (nato 1941)              | Robert Kelly Greenwell (nato 1941)              | Robert Kelly Greenwell (nato 1941)              | Robert Kelly Greenwell (nato 1941)              | Robert Kelly Greenwell (nato 1941)              |  |  |                                     |                                     |                                     |                                     |                                     |                                     |